# Maksym z Turynu
Maksym z Turynu (zm. między 408 a 423) – biskup Turynu od 398, Ojciec Kościoła i święty katolicki.
Jest to pierwszy biskup Turynu o którym zachowały się jakiekolwiek informacje. Badania A. Mutzenbechera i M. Pellegrino pozwoliły ustalić listę 89 autentycznych Kazań św. Maksyma z Turynu.